# Operador de número de partículas
En mecánica cuántica, para sistemas en los cuales el número total de partículas puede no mantenerse constante, el operador de número de partículas es aquel observable que cuenta el número de partículas.

## Descripción
El operador de número de partículas actúa en el espacio de Fock. Dado un estado de Fock {\displaystyle |\Psi \rangle _{\nu }} compuesto de estados base de una sola partícula {\displaystyle |\phi _{i}\rangle }:
{\displaystyle |\Psi \rangle _{\nu }=|\phi _{1},\phi _{2},\cdots ,\phi _{n}\rangle _{\nu }}
con operadores de creación y aniquilación {\displaystyle a^{\dagger }(\phi _{i})} y {\displaystyle a(\phi _{i})\,} se define el operador de número de partículas como {\displaystyle {\hat {N_{i}}}\ {\stackrel {\mathrm {def} }{=}}\ a^{\dagger }(\phi _{i})a(\phi _{i})} y tenemos:
{\displaystyle {\hat {N_{i}}}|\Psi \rangle _{\nu }=N_{i}|\Psi \rangle _{\nu }}
donde {\displaystyle N_{i}} es el número de partículas en el estado {\displaystyle |\phi _{i}\rangle }. Se puede demostrar la ecuación anterior notando que
{\displaystyle {\begin{matrix}a(\phi _{i})|\phi _{1},\phi _{2},\cdots ,\phi _{i-1},\phi _{i},\phi _{i+1},\cdots ,\phi _{n}\rangle _{\nu }&=&{\sqrt {N_{i}}}|\phi _{1},\phi _{2},\cdots ,\phi _{i-1},\phi _{i+1},\cdots ,\phi _{n}\rangle _{\nu }\\a^{\dagger }(\phi _{i})|\phi _{1},\phi _{2},\cdots ,\phi _{i-1},\phi _{i+1},\cdots ,\phi _{n}\rangle _{\nu }&=&{\sqrt {N_{i}}}|\phi _{1},\phi _{2},\cdots ,\phi _{i-1},\phi _{i},\phi _{i+1},\cdots ,\phi _{n}\rangle _{\nu }\end{matrix}}}
entonces
{\displaystyle {\begin{matrix}{\hat {N_{i}}}|\Psi \rangle _{\nu }=a^{\dagger }(\phi _{i})a(\phi _{i})|\phi _{1},\phi _{2},\cdots ,\phi _{i-1},\phi _{i},\phi _{i+1},\cdots ,\phi _{n}\rangle _{\nu }&=&{\sqrt {N_{i}}}a^{\dagger }(\phi _{i})|\phi _{1},\phi _{2},\cdots ,\phi _{i-1},\phi _{i+1},\cdots ,\phi _{n}\rangle _{\nu }\\&=&{\sqrt {N_{i}}}{\sqrt {N_{i}}}|\phi _{1},\phi _{2},\cdots ,\phi _{i-1},\phi _{i},\phi _{i+1},\cdots ,\phi _{n}\rangle _{\nu }\\&=&N_{i}|\Psi \rangle _{\nu }\\\end{matrix}}}